# Jufuku-ji
Jufuku-ji (jap. 壽福寺; pełna nazwa: Kikoku-zan Kongō Jufuku Zenji 亀谷山金剛寿福禅寺) – pierwsza świątynia buddyzmu zen rinzai w Kamakurze, w Japonii.

## Historia
Została ufundowana w 1200 roku przez Masako Hōjō (1157–1225), wdowę po siogunie Yoritomo Minamoto (1147–1199), dla uczczenia jego i jej ojca pamięci. Opatem założycielem był mistrz zen Eisai Myōan. W systemie gozan („pięciu gór”, „pięciu wielkich świątyń”) świątynia zajmowała trzecią pozycję wśród pięciu świątyń Kamakury. Mistrz Eisai przeniósł się do Kamakury z Kioto, w którym jego działalność i nowe idee zen, które wprowadził do Japonii, spotkały się z atakami, a on z ostracyzmem.
Następnym opatem został uczeń Eisaia, Gyōyū Taikō (1163–1241), pochodzący z Kamakury. Wdowa Masako została jego uczennicą, przyjęła ordynację mnisią i została mniszką. Przyjacielem Gyōyū był Sanetomo Minamoto, trzeci siogun z tego rodu. Uczniem Gyōyū był przez jakiś czas Kakushin Shinchi (1207–1298). Gyōyū zmarł w Jufuku-ji.
Praktyka w świątyni była przez jakiś czas synkretyczna, skoro Ben’en Enni (1201–1280) w 1228 roku otrzymał przekaz nauk ezoterycznych od ówczesnego opata Jufuku-ji – A’nina. W 1257 roku sam Enni został opatem tej świątyni.
W drugiej połowie XII wieku opatem świątyni został chiński mistrz chan Daxiu Zhengnian (Shōnen Daikyū, 1214–1289).
W 1265 roku oskarżono chińskiego mistrza chan Lanxi Daolonga o szpiegostwo na rzecz mongolskich władz Chin. Po jego odwołaniach pozwolono mu przez jakiś czas przebywać w Jufuku-ji.
Ostatnia klasyfikacja świątyń systemu gozan powstała w czasie panowania sioguna Yoshimitsu Ashikagi (1358–1408) i składała się dwu równoległych części: pięciu świątyń Kioto i pięciu Kamakury. Jufuku-ji zajmowała w części Kamakury trzecią pozycję, a „pierwszą świątynią w kraju” była Nanzen-ji.
Obecnie jest to mała świątynia należąca do linii Kenchō-ji, ale w czasach rozkwitu w jej skład wchodziło 14 świątyń. Obiektem kultu jest Shaka Nyorai (Budda Siakjamuni).
Za głównym budynkiem znajdują się skalne groby (jap. yagura), w których pochowano wszystkich głównych mnichów świątyni. Znajdują się tu także groby: poety haiku Kiyoshiego Takahamy (1874–1959), pisarza Jirō Osaragi (1897–1973), brytyjskiej hrabiny Iso Mutsu (1867–1930).

## Adres klasztoru
- 17-7 Ogigayatsu 1-chome, Kamakura, Kanagawa 248-0011

## Galeria

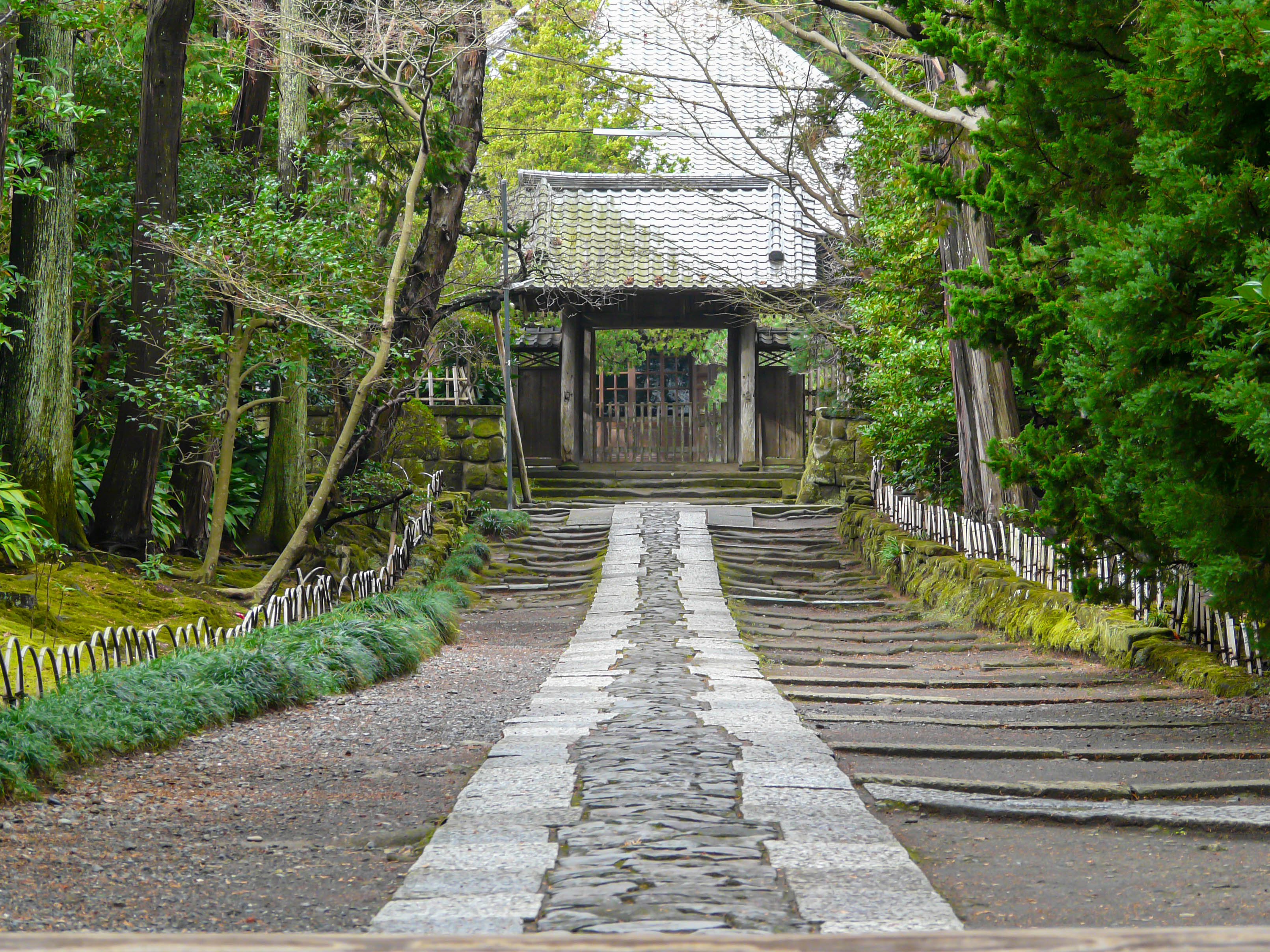
Droga do świątyni
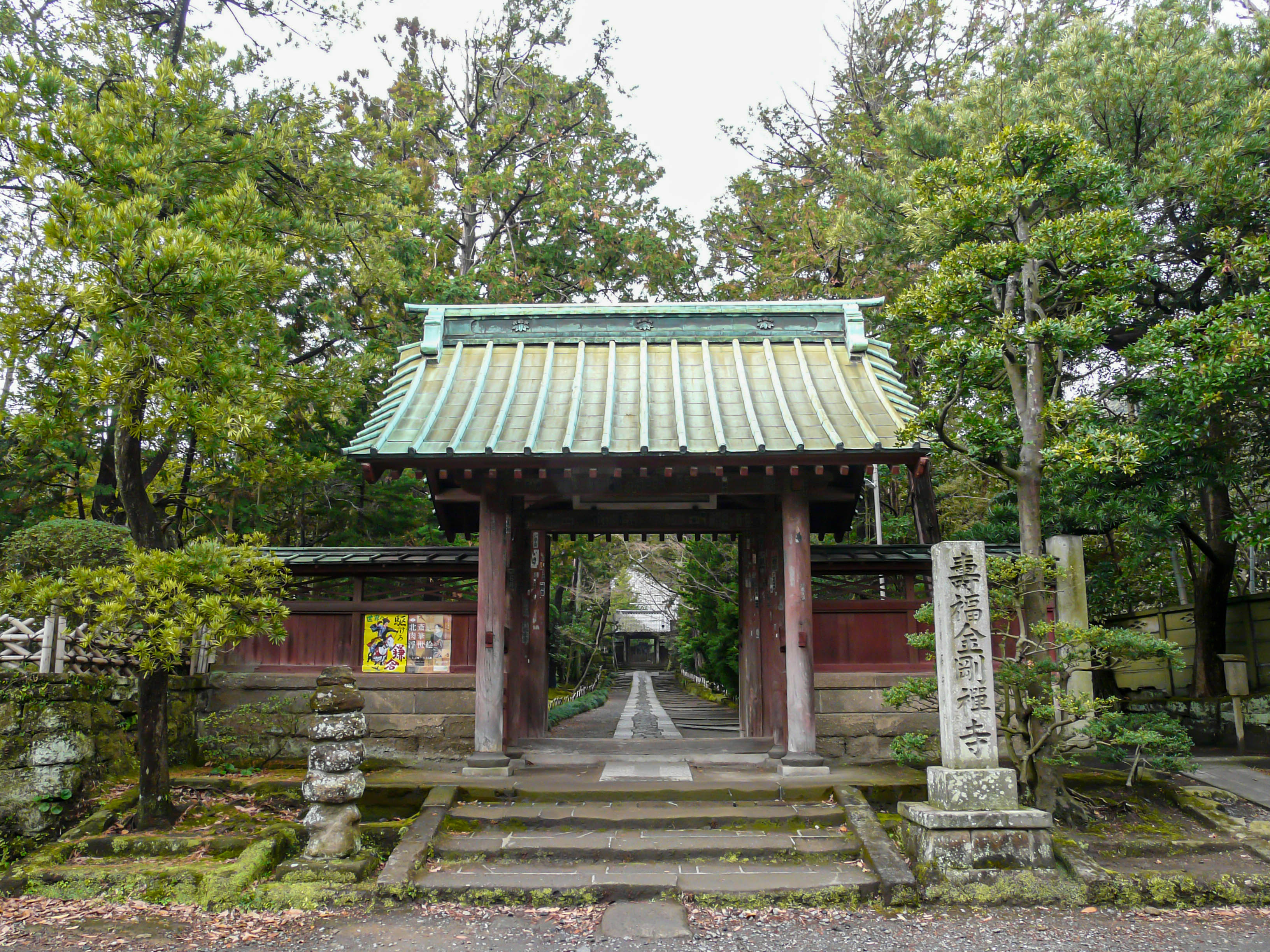
Brama
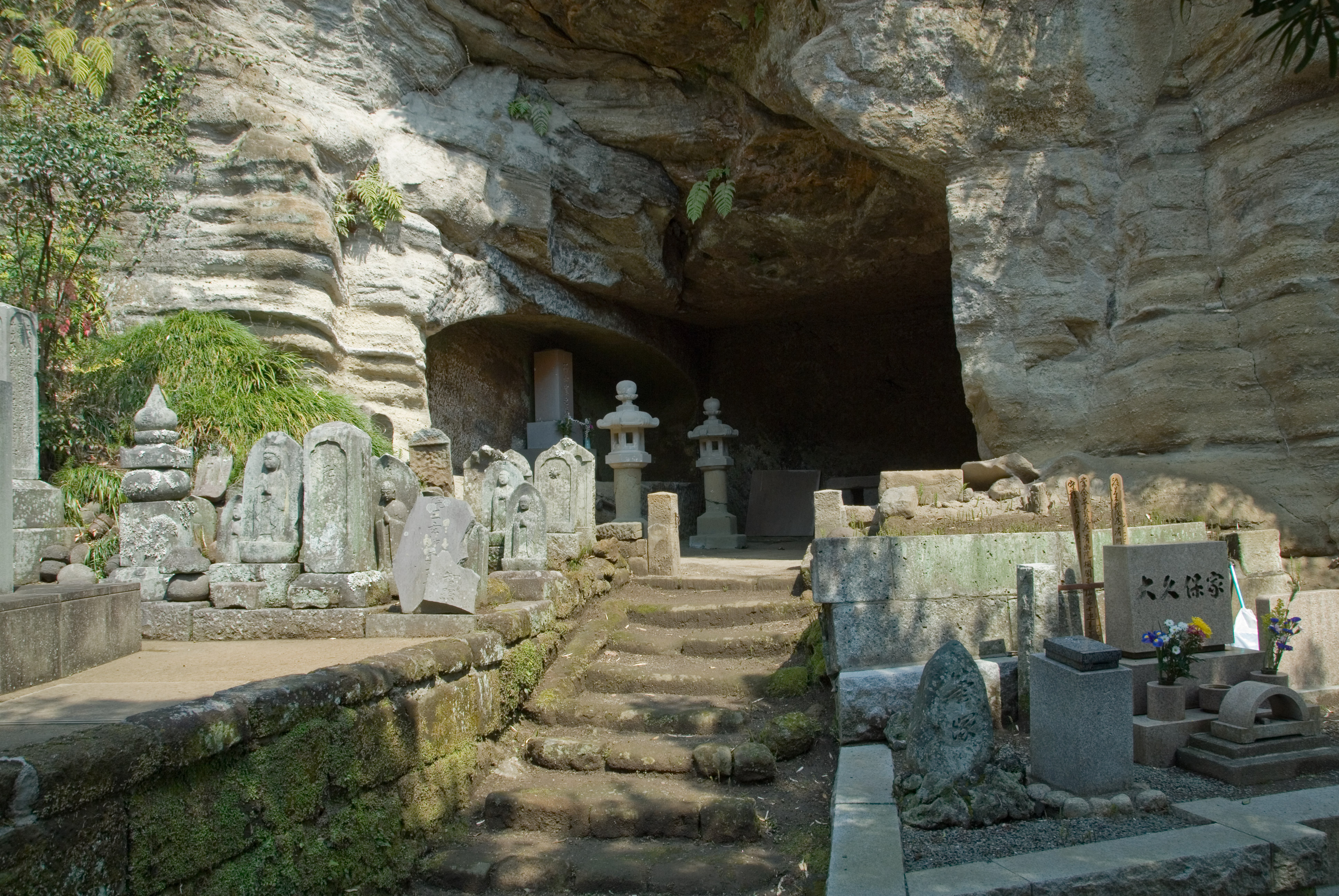
Cmentarz w jaskiniach (yagura)
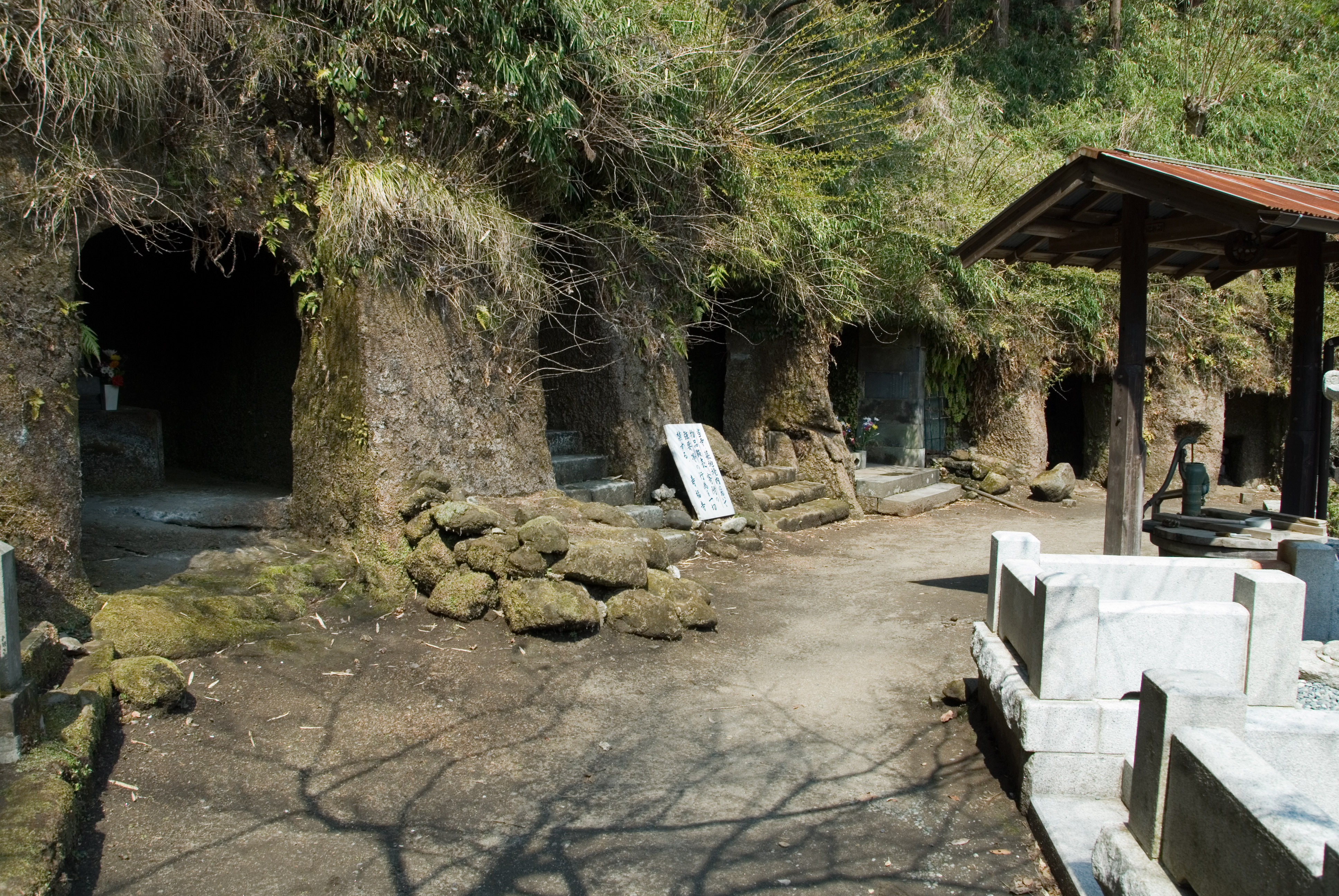
Cmentarz
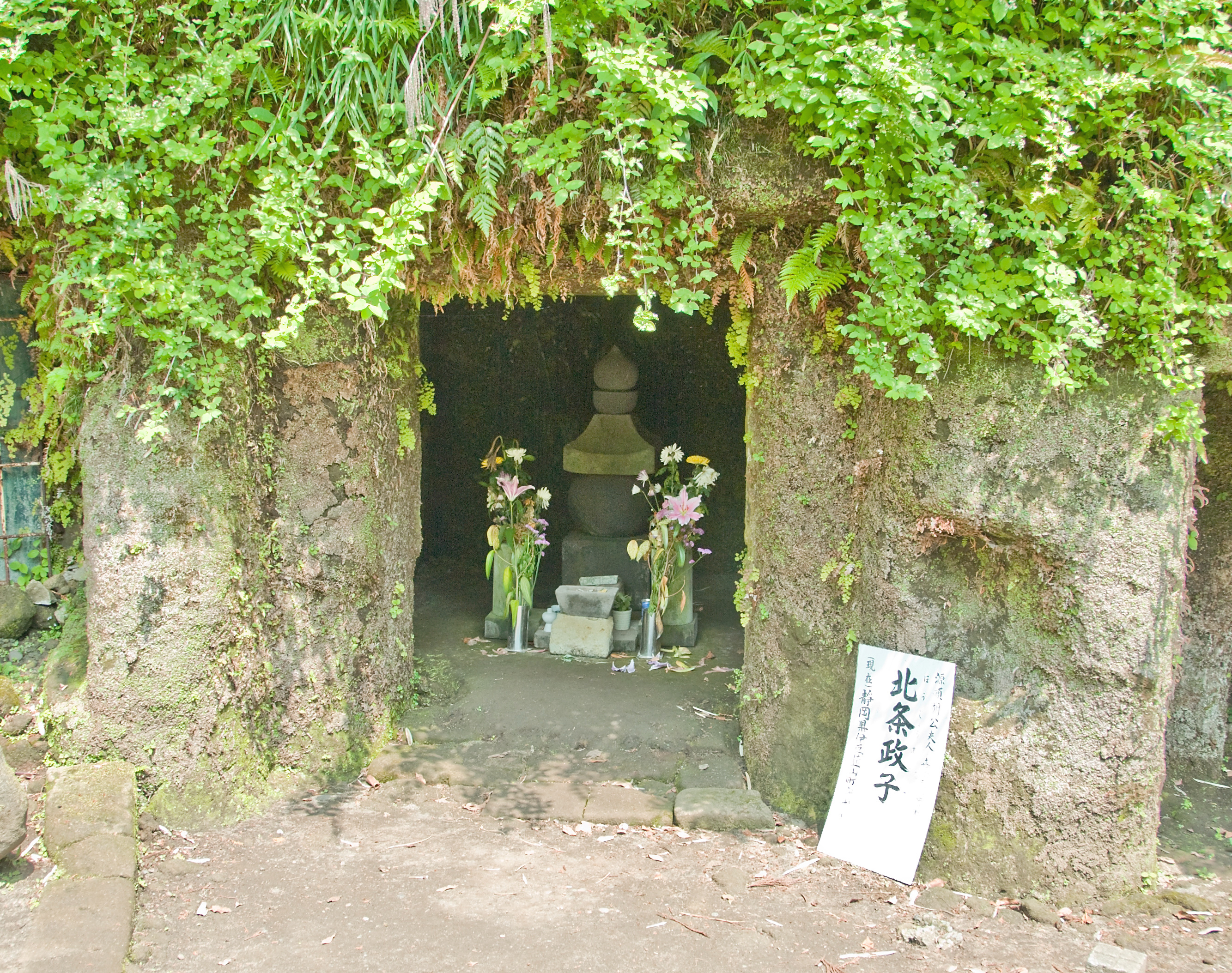
Grób Masako
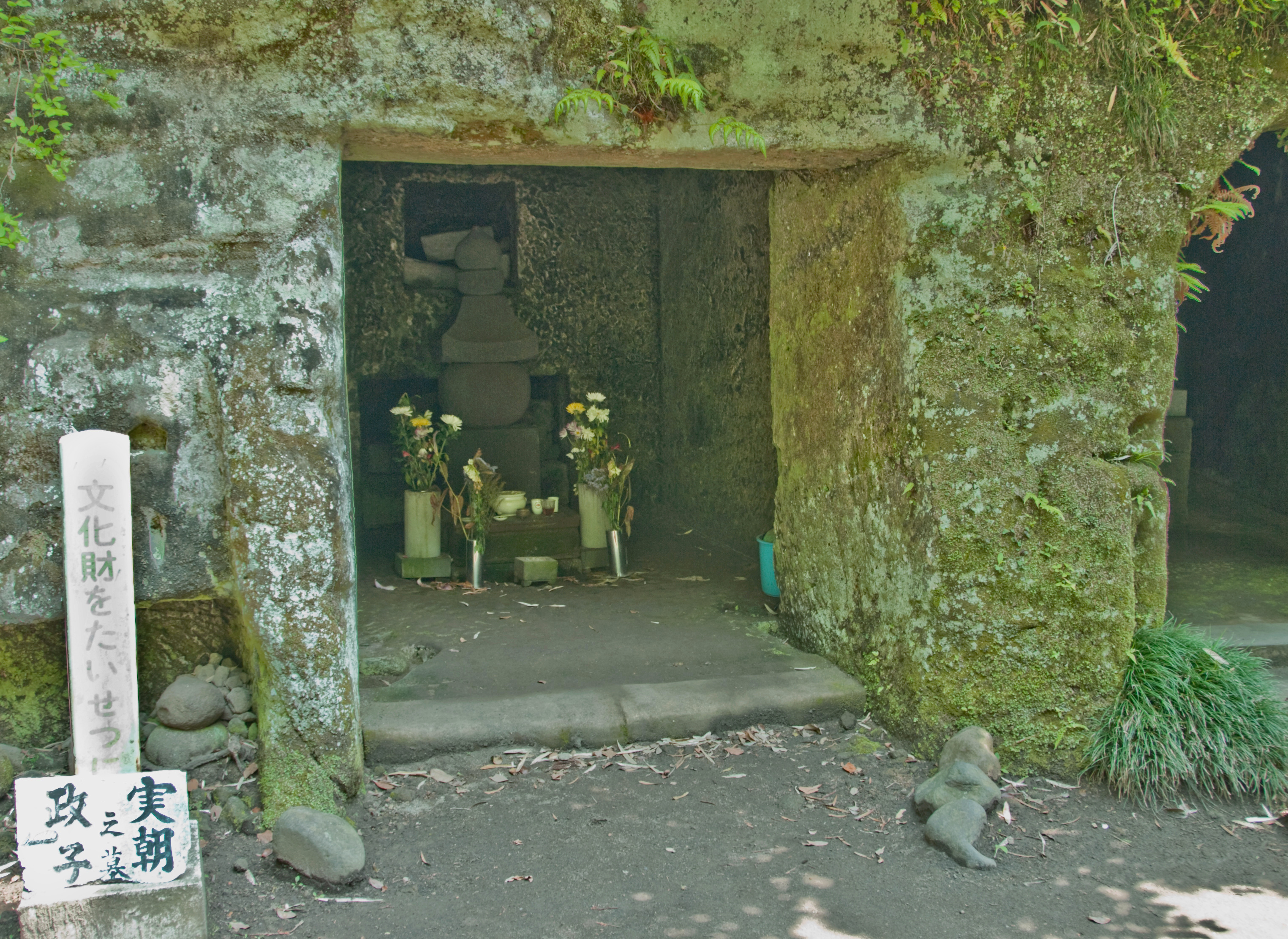
Grób Sanetomo Minamoto (bez jego prochów)